# Oleh Wynnyk

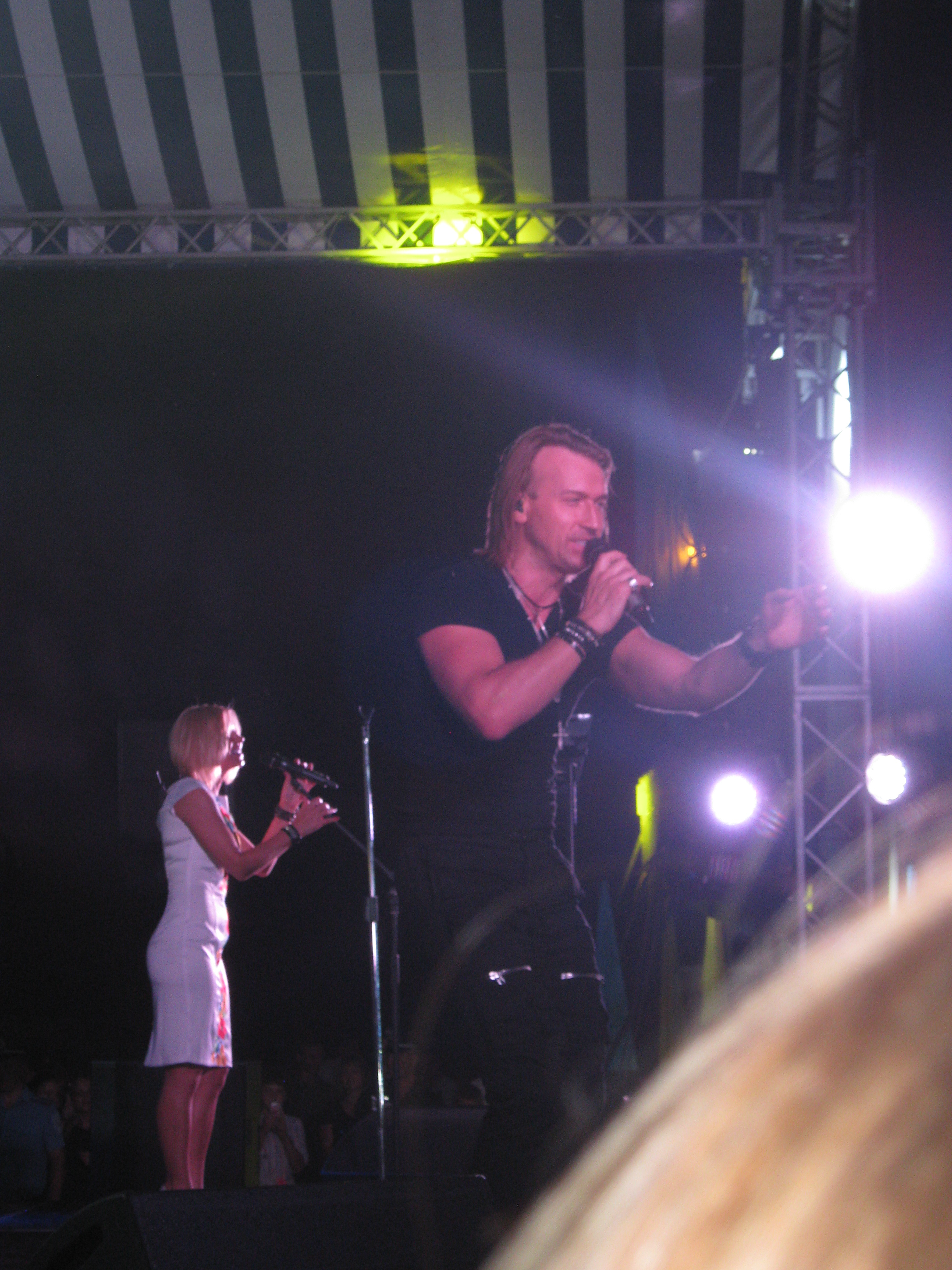
Oleh Wynnyk

Oleh Anatolijowytsch Wynnyk, auch Oleg Vinnik, Oleh Vynnyk oder Olegg Vynnyk geschrieben (ukrainisch Олег Анатолійович Винник; * 31. Juli 1973, in Werbiwka, Oblast Tscherkassy, Ukrainische SSR) ist ein ukrainischer Sänger, Songwriter und Komponist. In Deutschland erlangte er – später auch unter dem Künstlernamen OLEGG – vor allem als Hauptdarsteller mehrerer Musicals Bekanntheit.

## Biografie

### Bildung
Wynnyk beendete die Mittelschule in Tscherwonyj Kut bei Schaschkiw. Nach der Schule trat Wynnyk in Kaniw der Kulturschule bei, um sich zum Chorleiter ausbilden zu lassen. Im Alter von 20 Jahren wurde Oleh Wynnyk Solist des Ukrainischen Volkschors der Oblast Tscherkassy.

### Schauspielkarriere
Während eines Praktikums in Deutschland erhielt Wynnyk ein Angebot vom Lüneburger Theater als Sänger und Darsteller bestimmter Opernabschnitte. Unter anderem spielte Wynnyk am Lüneburger Theater in Opern wie Tosca und Paganini mit. Anschließend absolvierte Wynnyk eine zweijährige Ausbildung in Hamburg unter der Leitung von Korrepetitor John Lehman. In Hamburg versuchte er sich auch erstmals im Genre des Musicals. Seine ersten Rollen spielte Wynnyk in Kiss me, Kate (Europa-Tournee 1999–2001, Lucencio), Der Glöckner von Notre Dame (Berlin 2001–2002, u. a. Phoebus, Clopin) und Titanic (Hamburg, 2002–2003, u. a. Robert Hitchens, Bricoux).
Seinen Durchbruch auf der Musicalbühne hatte er als Jean Valjean in der Berliner Produktion von Les Misérables (2003–2004, Schreibweise: "Oleh Vynnyk"). Danach stand er in Stuttgart in der Hauptrolle des Todes im Musical Elisabeth (2005–2006, Schreibweise: "Olegg Vynnyk") auf der Bühne und spielte 2007 am Theater St. Gallen und bei den Bad Hersfelder Festspielen nochmals den Jean Valjean in Les Misérables.

### Musikalische Karriere
Ab 2011 konzentrierte sich Oleh Wynnyk auf seine Solokarriere und kehrte in die Ukraine zurück, in der ihm nach einigen Jahren der berufliche Durchbruch gelang. Unter anderem ist dies dem Hit „Glück“ (russisch Счастье) zu verdanken. Wynnyk ist Autor und Komponist all seiner Lieder, die er in Berlin aufnimmt. Seine Lieder sind in russischer und ukrainischer Sprache geschrieben.

### Privatleben
Oleh Wynnyk lebt in Kiew und Berlin. Er ist verheiratet und Vater eines Sohns, der mit seiner Mutter in Stuttgart lebt. Wynnyk spricht Deutsch, Ukrainisch und Russisch.

### Politik
Bei der ukrainischen Parlamentswahl 2019 unterstützte Oleh Wynnyk die Agrarische Partei.

## Diskografie

### Alben
- 2011 Engel (russisch: Ангел)
- 2012 Glück (russisch: Счастье)
- 2013 Roxolane (ukrainisch: Роксолана)
- 2015 Ich werde nicht müde (russisch: Я не устану)
- 2015 Oleh Wynnyk (ukrainisch: Олег Винник)

### Singles
- 2014 Wölfin (ukrainisch: Вовчиця)
- 2016 Wer bin ich (russisch: Кто я)
- 2017 Auf der schönen Oberfläche (russisch: На красивой поверхности)
- 2017 Taja-Taj (ukrainisch: Тая-Тай)
- 2017 Wie kann man ohne dich leben (ukrainisch: Як жити без тебе)
- 2017 Geschoss (russisch: Пуля)